# Frumka Płotnicka

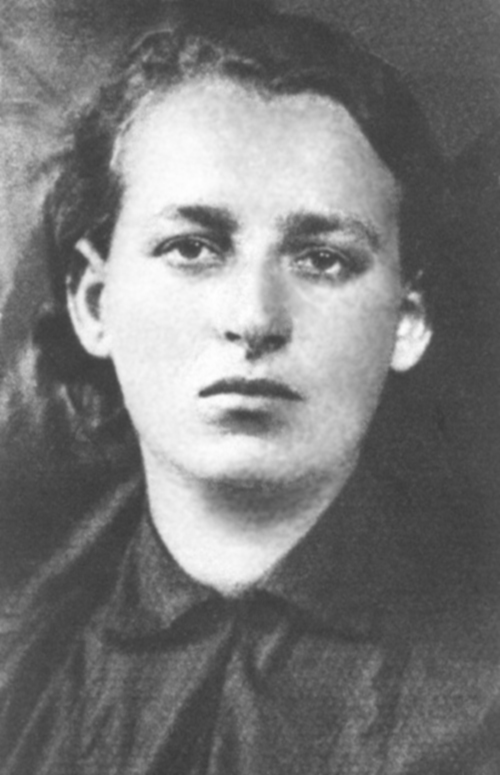
Frumka Płotnicka

Frumka Płotnicka (1914 in Plotniza, Russisches Kaiserreich – 3. August 1943 in Będzin) war eine jüdische Widerstandskämpferin in Polen. Sie fiel im Kampf mit der Waffe.

## Leben und Werk
Ihre Familie war tief verwurzelt in der chassidischen Gemeinde von Karlin. Frumka Plotniczki hatte zumindest zwei Schwestern, eine ältere, Zlatka, und eine jüngere, Hantze, sowie zwei Brüder, Eliyahu und Herschel. Schon mit 17 Jahren begann sie in politischen Jugendgruppen mitzuarbeiten. Sie erzielte die Vereinigung zweier Jugendorganisationen, von Freiheit und Hechaluz (hebräisch הֶחָלוּץ, Der Pionier). 1938 wurde sie als führende Funktionärin in die Zentrale nach Warschau gerufen.
So wie ihr Bruder Eliyahu, der bereits 1932 nach Palästina ausgewandert war, wollte auch sie in das gelobte Land, nach Eretz Israel. Im Jahr 1935 hatte sie an Kibbuz-Trainings teilgenommen. Die Abreise war schon geplant, als ihre Organisation sie Mitte 1939 ersuchte, noch einige Monate zu bleiben. Am 1. September 1939 erfolgte Deutschlands Überfall auf Polen und aus der potentiellen Auswanderin war schlagartig eine faktische Widerstandskämpferin gegen das NS-Regime geworden. Frumka Płotnicka gehörte der Żydowska Organizacja Bojowa (ŻOB) an und der zionistisch-sozialistischen Dror. Sie engagierte sich für die Selbstverteidigung des Warschauer Ghettos und nahm an den militärischen Vorbereitungen für den Aufstand im Warschauer Ghetto teil. Sie fungierte als Kashariyot (Verbindungsfrau) und zog von Ghetto zu Ghetto, hielt Seminare und Ansprachen, um die Widerstandskraft der jüdischen Bevölkerung zu stärken. Płotnicka inspizierte die Züge der Deutschen Reichsbahn, die vollgepfercht abfuhren und leer zurückkehrten. Nach der blutigen Niederschlagung des Widerstands und nach Auflösung des Warschauer Ghettos zog sie in das südpolnische Dąbrowa-Becken. Auf Anraten von Mordechai Anielewicz gründete sie eine lokale ŻOB-Organisation in Będzin, die für die schlesischen Gebiete um Sosnowiec und das Ghetto Będzin konzipiert war.
Sie wurde Zeugin einer Serie mörderischer Liquidationen. Anfang August 1943 organisierte die Jüdische Kampforganisation in Będzin einen Aufstand gegen die Deutschen, der mehrere Tage dauerte – obwohl die SS innerhalb weniger Stunden die Hauptverteidigungslinie durchbrochen hatte. Frumka Płotnicka fiel am 3. August 1943 in einem der Bunker von Będzin im Kampf gegen die Deutschen.
Zwei Geschwister konnten die Shoah in der Emigration überleben, Zlatka in Argentinien und Eliyahu in Palästina. Ihr Bruder Herschel, der sich, so wie sie, im jüdischen Widerstand betätigte, fiel in den Wäldern Wolhyniens. Ihre Schwester Hantze verlor ihr Leben beim Aufstand im Warschauer Ghetto.

## Ehrungen

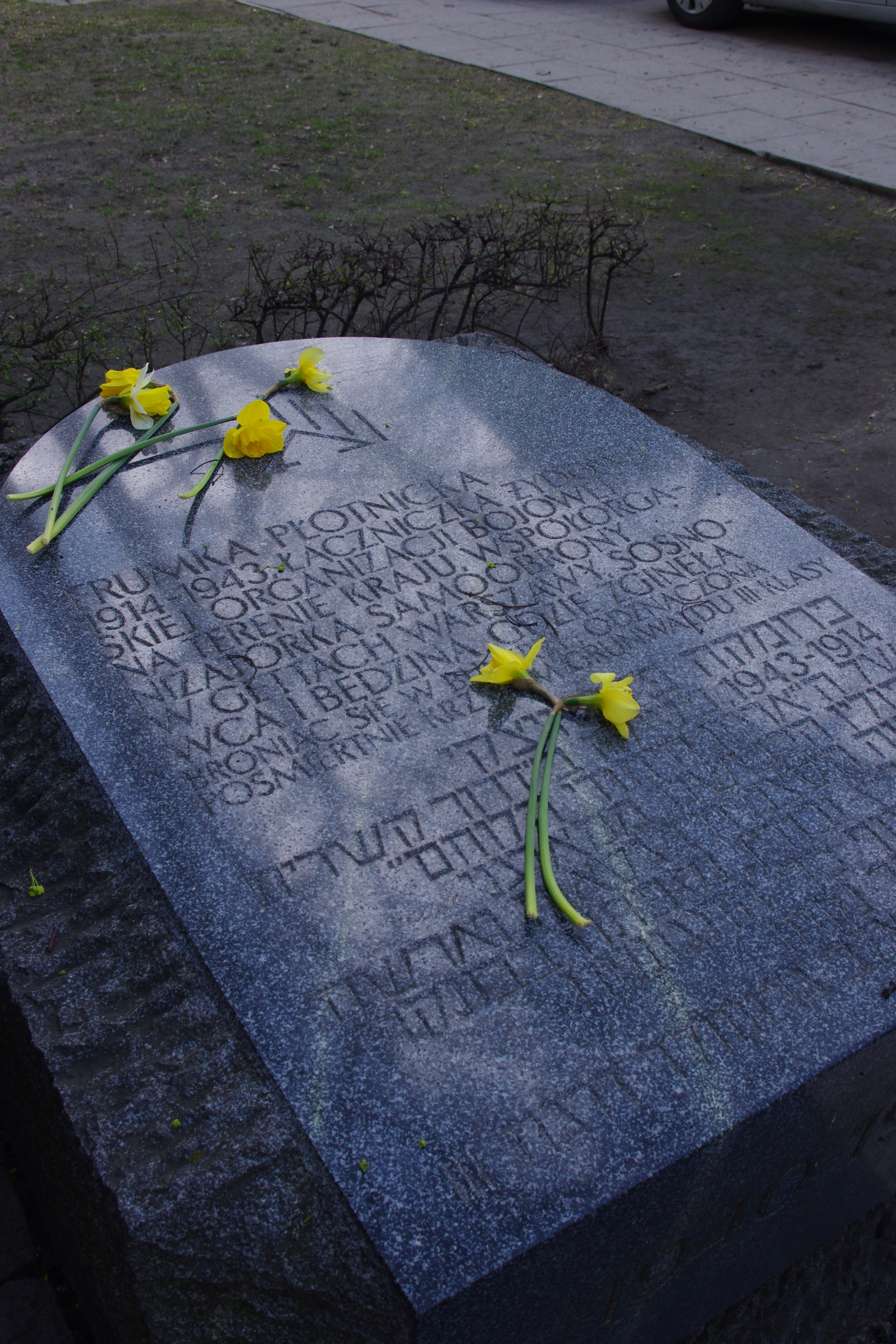
Gedenkstein in Warschau

- Orden des Kreuzes von Grunwald der dritten Klasse, verliehen postum im April 1945 vom polnischen Komitee für nationale Befreiung[2]
- In der ul. Dubois in Warschau wurde ein Syenitblock zu ihrem Gedenken verlegt. Er ist Teil der Gedenkroute des jüdischen Martyriums und Kampfes.